# Matt Mead
Matthew Hansen Mead, detto Matt (Jackson, 11 marzo 1962), è un politico statunitense, 32º governatore del Wyoming dal 2011 al 2019.

## Procuratore e elezione al Senato
Mead è un ex procuratore degli Stati Uniti con sede a Cheyenne. Ha servito sotto nomina del Presidente George W. Bush dal 2001 al 2007. Nel 2007, Mead si dimise da Procuratore e occupò il seggio vacante al Senato, lasciato libero dopo la morte dell'ex senatore repubblicano Thomas L. Craig.

## Elezione a Governatore
Alle elezioni, tenutesi il 22 novembre 2010, Mead è riuscito a battere comodamente l'ex presidente del Partito Democratico del Wyoming, Leslie Petersen.